# 알베르 페레
알베르 페레 이 요피스(카탈루냐어: Albert Ferrer i Llopis, 1970년 6월 6일, 스페인 바르셀로나)는 은퇴한 스페인의 축구 선수로, 포지션은 오른쪽 수비수였다.

## 선수 경력
페레는 FC 바르셀로나의 유소년 클럽에서 축구를 시작하였다. 1시즌 동안 CD 테네리페로 임대갔다 돌아온 후, 팀의 핵으로서 활약하였다. 그가 바르셀로나 FC에서 활약하는 동안, 팀은 5번의 프리메라리가 우승, UEFA 챔피언스리그 우승, UEFA 컵 위너스컵 우승과 2번의 코파 델 레이 우승, 4번의 수페르코파 데 에스파냐 우승, 2번의 UEFA 슈퍼컵 우승을 차지하였다.
1998년 6월 첼시 FC로 이적한 그는 팀의 FA컵 우승에 기여하였으나 부상에 걸렸고, 감독 잔루카 비알리는 그에게 많은 출전 기회를 주지 않았다. 결국 그는 2003년 은퇴하였다.
그는 스페인 축구 국가대표팀의 일원으로서 활약하기도 하였는데, 36경기에 출전하였다. 그는 1992년 하계 올림픽에 출전하여 팀의 우승에 기여하였다.

## 감독 경력
페레는 2010년 네덜란드의 축구 클럽인 피테서의 감독을 맡았다. 하지만 부진한 성적으로 그 시즌 후 감독직에서 물러나야 했다. 3년 후, 페레는 파블로 비야 감독의 후임으로 세군다 디비시온의 코르도바의 지휘봉을 잡았다.